# Trío de las Azores

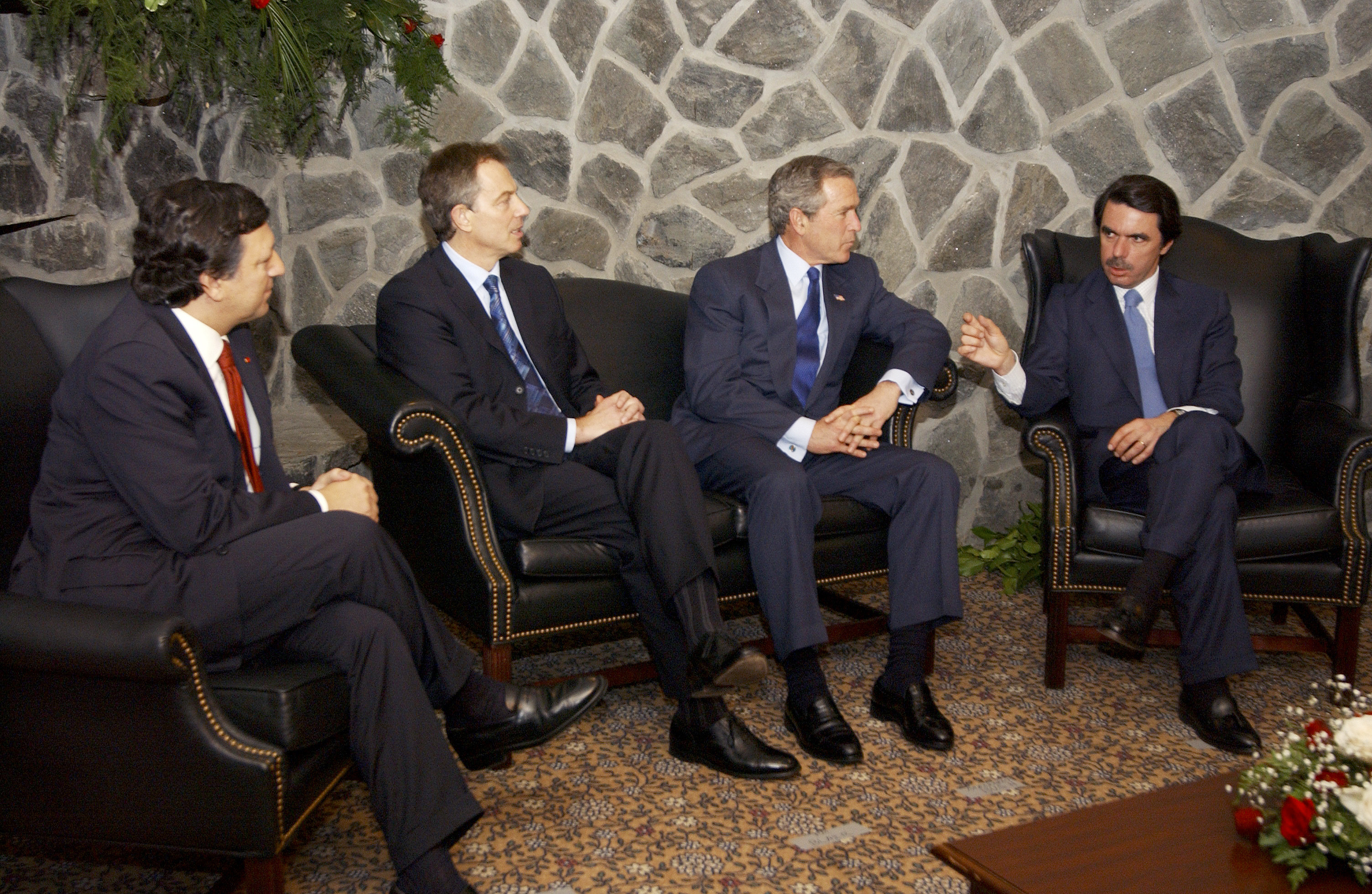
Imagen de los cuatro líderes reunidos (de izquierda a derecha, Barroso, Blair, Bush y Aznar), tomada durante la Cumbre de las Azores.

Trío de las Azores es una expresión utilizada en ocasiones por la prensa española en el contexto de la guerra de Irak de 2003-2011 para referirse a los por entonces máximos mandatarios de Estados Unidos (George W. Bush), Reino Unido (Tony Blair) y España (José María Aznar), en alusión a la Cumbre de las Azores que dichos gobernantes celebraron en aquellas islas el 15 de marzo de 2003.

## Irak y armas de destrucción masiva
A raíz de la misma, los reunidos lanzaron un ultimátum al gobierno iraquí para que procediese a desarmarse, argumentando la existencia de armas químicas en el territorio gobernado por aquel entonces por Sadam Huseín, mentira que posteriormente salió a la luz.
Aunque la expresión se refiere a un trío, en propiedad también participaba como anfitrión el primer ministro portugués, José Manuel Durão Barroso, quien en noviembre de 2007 —siendo presidente de la Comisión Europea— declararía que lo «engañaron» en la reunión de las Azores, ya que en ella se habían mostrado documentos que supuestamente probaban la existencia de armas de destrucción masiva en Irak, pero que posteriormente resultaron falsos.
Barroso añadiría que habría sido José María Aznar quien más solicitó la celebración de la cumbre, que desembocaría en la invasión de Irak.